# Genova Challenger
Il Genova Challenger è stato un torneo professionistico di tennis giocato su campi in terra rossa. Faceva parte dell'ATP Challenger Series. Si giocava annualmente a Genova in Italia. Dal 2003, il tennis nel capoluogo ligure è tornato grazie al Genoa Open Challenger.

## Albo d'oro

### Singolare
| Anno | Campione       | Finalista      | Punteggio |
| ---- | -------------- | -------------- | --------- |
| 1988 | Paolo Canè     | Massimo Cierro | 6-3, 6-1  |
| 1989 | Magnus Larsson | Bruce Derlin   | 6-1, 6-3  |

### Doppio
| Anno | Campioni                            | Finalisti                       | Punteggio     |
| ---- | ----------------------------------- | ------------------------------- | ------------- |
| 1988 | Peter Svensson Lars-Anders Wahlgren | Per Henricsson Nicklas Utgren   | 7-5, 2-6, 6-1 |
| 1989 | Tarik Benhabiles Eduardo Furusho    | Emilio Marturano Fabio Melegari | 6-2, 6-2      |